# Euzoio de Antioquia
Euzoio de Antioquia (em latim: Euzoïus) foi bispo de Antioquia entre 360 e 370 ou em 360, dependendo da fonte.
Ele era semi-ariano.

## Aliado de Ário
Euzoio era um amigo de infância de Ário e foi um dos onze presbíteros e diáconos depostos juntamente com ele por Alexandre, o bispo de Alexandria, por volta de 320 d.C. Ele foi novamente condenado e banido com Ário pelo Primeiro Concílio de Niceia (325). Quando Ário foi reconvocado em 330, Euzoio estava com ele e já era padre, e ambos conseguiram recuperar a confiança do imperador romano através de uma confissão evasiva de sua fé e uma suposta aceitação do Credo de Niceia. Ele acompanhou Ário até Jerusalém para a grande reunião de bispos eusebianos na dedicação da Igreja da Anastasis ("Ressurreição") em 335 e com ele foi recebido em comunhão pelo concílio que ali se realizou.

## Bispo de Antioquia
Em 361, Constâncio II, tendo banido Melécio de Antioquia de sua sé, convocou Euzoio, que estava em Alexandria, e ordenou que os bispos da diocese o consagrassem. Uns meses depois, Constante, acometido por uma febre fatal, convocou o bispo recém-consagrado para que ficasse ao seu lado e, em 3 de novembro de 361, Euzoio o batizou. Não se sabe ao certo se o evento ocorreu em Antioquia ou em Mopsucrene, na Cilícia. Com a ascensão de Valente, Euzoio foi convencido por Eudóxio a reunir os bispos em Antioquia para tentar retirar a sentença que havia sido imposta sobre o ultra-ariano Aécio de Antioquia, o que eventualmente se tornou o Concílio de Antioquia de 364. Com a morte de Atanásio em 373, Euzoio foi, a seu próprio pedido, despachado por Valente, juntamente com o tesoureiro imperial e tropas, para instalar o candidato imperial em Alexandria, o ariano Lúcio de Samósata, ao invés do candidato eleito e já entronado, Pedro II de Alexandria. Esta tarefa foi realizada de forma brutal e levou à perseguição dos cristãos não arianos.

## Anos finais
Ele foi também bispo de Cesareia Palestina entre os anos de 373 e 379 d.C., forçando Gelásio de Cesareia para fora de sua sé:p. 211.
Sócrates Escolástico relata a morte de Euzoio como tendo ocorrido em Constantinopla